# Lasiosphaeria biformis
Lasiosphaeria biformis är en svampart som först beskrevs av Christiaan Hendrik Persoon, och fick sitt nu gällande namn av Pier Andrea Saccardo 1883. Lasiosphaeria biformis ingår i släktet Lasiosphaeria och familjen Lasiosphaeriaceae.  Utöver nominatformen finns också underarten terrestris.